# 沙里亞 (科斯特羅馬州)
58°22′N 45°30′E / 58.367°N 45.500°E
沙里亞 （俄语：Шарья́）是俄羅斯科斯特羅馬州東部的一個城市，位於韋特盧加河畔，距科斯特羅馬東北330公里。2002年人口24,900人。
1906年建立，1938年設市。